# Arneb
Arneb (aus arabisch الأرنب, DMG al-arnab ‚der Hase‘) ist der Name des Sterns α Leporis im Sternbild Hase.
Arneb hat eine scheinbare Helligkeit von 2,6 mag und ist ein Überriese der Spektralklasse F0 Ib. Damit hat er dieselbe Klasse wie Canopus. Nach der im Dezember 2020 veröffentlichten Auswertung der von der Raumsonde Gaia durchgeführten Messungen der Sternparallaxen beträgt die Entfernung von Arneb zur Erde etwa 1940 Lichtjahre. Eine 2007 herausgebrachte Neuauswertung der Messergebnisse der Vorgängersonde Hipparcos ergab eine Entfernung des Sterns von 2220 Lichtjahren.